# 過剰修正
過剰修正（かじょうしゅうせい）は、ある語形・語法・文法・発音を、正しいものであるにもかかわらず、社会的に権威ある言語（共通語・標準語・文語・雅語など）を基準にした類推により、誤用であると誤解し、却って正しくないものに変えて使用すること。ハイパーコレクション（英語: Hypercorrection）、過剰矯正、過修正などともいう。

## 日本語の例
- 謙譲表現「…（さ）せていただきます」は、五段活用動詞の場合には「読ませていただきます」のように「…せていただきます」、その他の動詞では「受けさせていただきます」のように「…させていただきます」とするのが標準的であるが、「読まさせていただきます」のように五段活用動詞でも「…させていただきます」と言う人があり、これを「さ入れ言葉」と言う。「さ入れ言葉」はくだけた場面よりも改まった場面で現れやすく、丁寧さを強調しようとした結果の過剰修正が原因であると推測される[1]。
- 外来語の発音に関する例
  - 英語などに含まれるdiが外来語化される際、ディではなくデやジで置き換えられることがある（例：disco→デスコ）。そこから、外来語に含まれるデはディにする方が元の発音に近くなると誤解し、「正しい発音」のつもりで「ディ」と発音しないものまで「ディ」と読んだり書いたりする。
    - （例）デスクトップ (desktop) →ディスクトップ、バングラデシュ (Bangladesh) →バングラディシュ、デアゴスティーニ (De Agostini) →ディアゴスティーニ。

  - インストール (install) という語の「ストール」を英語のstoolの日本語訛りと誤解し、「正しい発音」のつもりでインストゥールと読んだり書いたりする。
  - 英語などでvと発音するものが外来語化される際、ヴではなくバ行音で置き換えられることがある（例：volleyball→バレーボール）。そこから、外来語に含まれるバ行音はヴと発音する方が元の発音に近くなると誤解し、「正しい発音」のつもりでヴと発音しないものまでヴと読んだり書いたりする。
    - （例）ベートーヴェン (Beethoven) →ヴェートーヴェン、アラブ (Arab) →アラヴ、バランス (balance) →ヴァランス、デビュー (début) →デヴュー。
- 九州方言などでは、セやゼをシェやジェと発音することがあり、訛りとして指摘されやすい（中世までは標準的とされた発音）。そうした方言の話者の中には「標準語ではシェやジェという発音は全てセやゼに直さなければならない」と誤解し、標準語を話そうとして「ジェイアール」を「ゼイアール」と発音する人がいる[2]。
- 書記言語や正書法は実際の発音通りには書かれないことがしばしばあるが、そのような場合に表記通りに発音することが正しい発音であると誤解されることがある。例えば、「言う」という語は終止形と連体形では「ユー」、その他の活用形では「イワナイ」「イイマス」のように語幹を「イ」で発音するのが標準的とされるが、表記に引っ張られて、終止形と連体形において「ユー」と「イウ」のどちらが標準的な発音か迷う人がいる[3]。
- 歴史的仮名遣いで「ひ」と表記するものを現代仮名遣いでは「い」と表記する場合がある（例：仮名遣ひ）。そこから、現代仮名遣いで「い」と表記するものは歴史的仮名遣いでは全て「ひ」と表記すると誤解し、歴史的仮名遣いを使おうとして「美しい」や「分からない」を「美しひ」や「分からなひ」と表記する。ほかに歴史的仮名遣い風に綴ろうとして生じる誤りとして「かおり（香り）」を「かをり」でなく「かほり」と表記する例がある（もっとも、定家仮名遣では「かほり」が正しいとされる）。
- 漢字を手書きする際には様々な書き方があり、第二次世界大戦後の漢字政策でも、印刷文字は字形の統一や簡略化が進められたものの（当用漢字・常用漢字）、手書き文字に関しては細部の違いは誤字としない方針がとられてきた。しかし、「木の2画目をとめるかはねるか」など、必要以上に漢字の細部にこだわり、本来問題視されるべきでない書き方まで誤字と見なす風潮が教育現場などで広まっており、2016年2月29日にはこの風潮を憂慮した文化庁が改めて指針を出す事態となっている。[4]
- 現代日本語ではアクセントの平板化傾向があり（例：「ゲーム」「ビデオ」を頭高型ではなく平板型で発音するなど）、一方それへの反発意識も存在する。この意識が働きすぎたあまり、従来平板型で発音されてきたものまで頭高型で発音する例がある。
  - 例：東京アクセントでは、「2月」「4月」は従来平板型であるが、「平板型は正しい日本語らしくない」という意識から頭高型で発音する。
- 京阪式アクセント方言話者（主に近畿・四国出身者）による過剰修正の例
  - 共通語への規範意識を持ちつつも共通語を話し慣れない話者の場合、特に敬体において、中途半端に共通語に寄せようとして元々の方言とも共通語とも違う発音になることがある。例えば、「です」「ます」の共通語のアクセントは「で＼す」「ま＼す」だが[5]（＼はアクセントの下がり目を表す。京阪式は下がり目なし）、直前の語の発音や「す」の無声化などが影響して、実際には「で」「ま」をはっきり高く発音しないことがある。そのため、京阪式アクセント方言話者が京阪式と東京式のアクセントの下がり目の違いだけを意識して共通語風に話そうとすると、不自然な発音になることがある。（以下、太字は高い音、小書きカタカナは無声化した発音を表す）
    - （例）京阪：ごはんです、東京：ごはんでス、不自然な発音：ごはんです

## 英語の例
- よりそちらの方が標準的に感じられるという理由で "you and me" を "you and I" とすることがあり、シェイクスピアの『ヴェニスの商人』の一節にもその例が見られる。Between you and Iを参照。
- コックニーなど一部のイギリス英語では、語頭のhの発音が脱落する現象がある（例：have→ave）。そのため、hの脱落が起こる話者が規範的な英語を話そうとする際、本来hが付かない単語にまでhを足すことがある。en:H-droppingを参照。
- オンブズマン (ombudsman) という単語がスウェーデン語から英語に取り入れられた際、 ombuds + man という解釈が生まれ、オンブズウーマン (ombudswoman) や複数形の オンブズメン (ombudsmen) といった語形が生まれた。さらに近年ではポリティカル・コレクトネスの観点からオンブズパーソン (ombudsperson) などに言い換える動きが起こっている。

- 英語においてwは[w]、vは[v]の発音を表すアルファベットであるが、ドイツ語ではwが[v]の発音を表すアルファベットであり、vは[f]の発音を表すアルファベットである。そのため、ドイツ語話者が英語を用いる際、英独のアルファベット表記の違いを過剰に意識して、却ってvとwを取り違えることがある（例：village→willage、very→wery）。

## 中国語の例

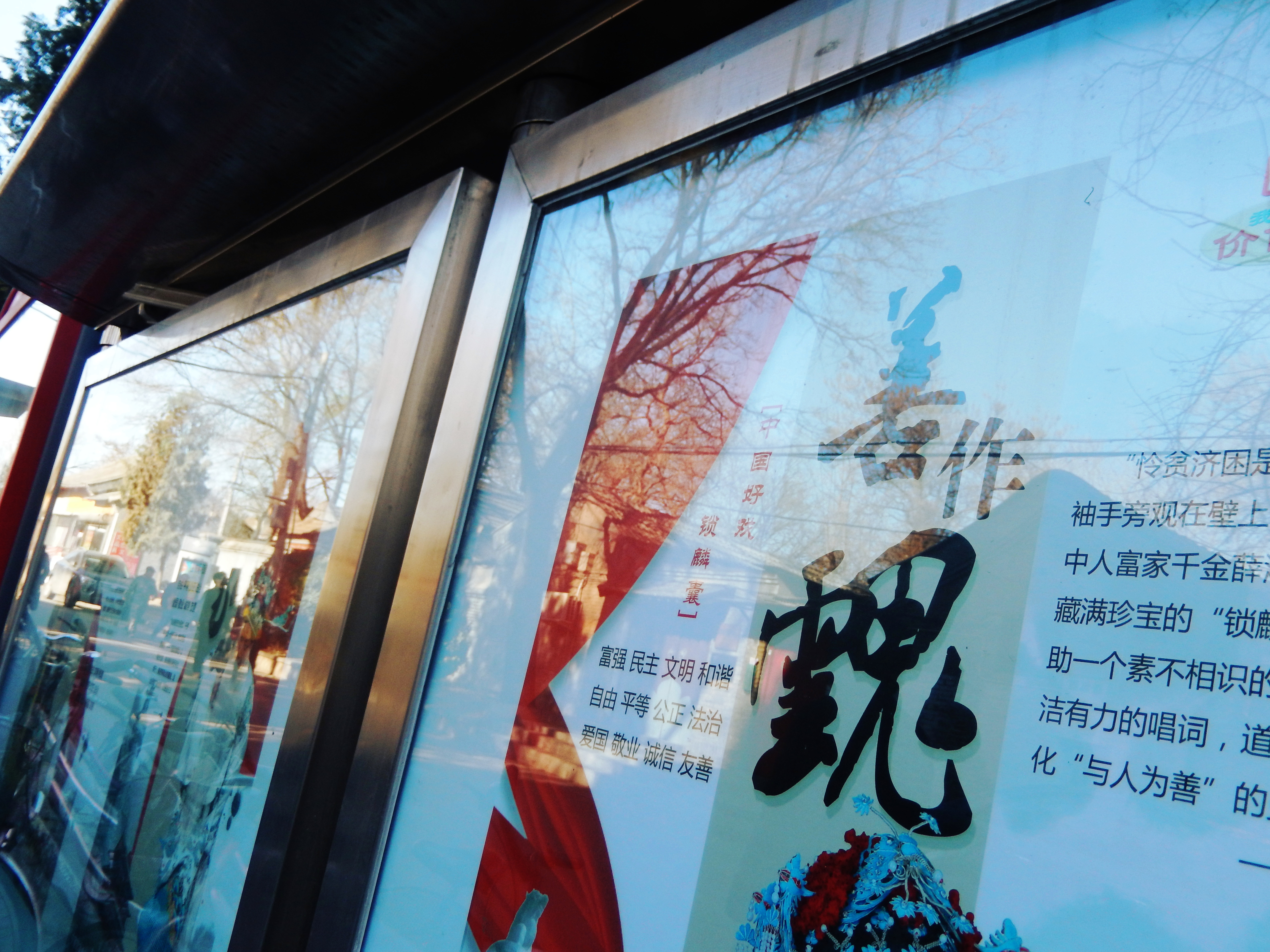
「云」は雲の簡体字であることを「魂」の字にも適用させた字形。

- 簡体字を繁体字に直す際に起こることがある。これは本来別々の漢字だったものを簡略化の際に一つの漢字に統合されたもので現れることが多い。例えば「后」という漢字は元々「妃」という意味の漢字であるが「後」の簡体字でもある。そこから、「后」に対する繁体字は全て「後」であると誤解され、「西太后」が「西太後」と誤記されることもある。